# Vickers Medium D
Vickers Medium D — британский средний экспортный танк, созданный на базе Vickers Medium Mark II для Сил обороны Ирландии в 1929. Был построен только один прототип.

## История создания
До 30-х годов XIX века на вооружении Ирландии были только бронеавтомобили компаний Rolls-Royce и Lancia.
В 1925 году английская фирма Vickers начала производство нового танка Vickers Medium Mark II. Новый танк заинтересовал ирландскую армию и в 1929 году под влиянием лейтенанта Шона Коллинза-Пауэлла, племянника ирландского революционера Майкла Коллинза, компанией Vickers был построен первый прототип танка Vickers Medium D специально для Сил обороны Ирландии (ирл. — Fórsa Cosanta Áitiúil). Этот танк стал первым принятым на вооружение танком Ирландии. Он вошёл в состав 2-й кавалерийской роты Ирландского кавалерийского корпуса (ирл. — An Cór Marcra).

## Описание конструкции
Vickers Medium D был идентичен Vickers Medium C, который был также создан на экспорт, но уже для Японской Империи в 1927 году. Единственным отличием этих двух машин является командирская башенка, которая присутствовала только на ирландском варианте.
Сам по себе Medium D является модернизацией стандартного Medium Mark II, но, в отличие от него, имел классическую компоновочную схему с задним расположением двигателя. Машина оснащалась более мощным 6-цилиндровым бензиновым двигателем с водяным охлаждением Sunbeam Amazon мощностью 170 л.с. Благодаря этому скорость танка увеличилась до 31 км/ч.
Бронирование танка также не изменилось. Лобовой лист имел толщину 8 мм, борта толщину 6,25 мм, а корма — 6,25 мм. Бронелисты крепились заклёпками. Также, в подвеску машины были внесены небольшие изменения. Количество тележек с опорными катками возросло до шести пар. Также количество поддерживающих катков возросло до пяти. Кроме того, ведущая звёздочка была перенесена в заднюю часть танка, а ленивец — в переднюю.
Башня танка была немного изменена. В задней части башни появилась специальная ниша, в которую был установлен кормовой пулемёт. Вооружение также отличалось. Основное вооружение Medium D состояло из орудия QF 6-pounder Hotchkiss, предназначенной для стрельбы осколочно-фугасными снарядами. Также вооружение танка состояло из четырёх пулемётов Vickers калибра 7,62×54 мм R. Два из них были расположены на бортах корпуса. Третий находился слева от механика-водителя, а четвертый — в кормовой нише башни.
Экипаж Vickers Medium D состоял из пяти человек: командир, наводчик, заряжающий, механик-водитель и стрелок. Место механика-водителя находилось по центру относительно лобового листа и представляло собой небольшой выступ «нос». Справа от него находилась дверца, через которую он попадал в машину. Остальные члены экипажа попадали в машину через люки на башне.

## Эксплуатация
Первый прототип Vickers Medium D был испытан в Великобритании главным сторонником танковой войны в Ирландии лейтенантом Шоном Коллинзом-Пауэллом. Он лично прошёл подготовку на Абердинском испытательном полигоне, штат Мэриленд, США.
Танк вошёл в состав 2-й кавалерийской роты Ирландского кавалерийского корпуса, которая базировалась в казармах Катал Бругха, Дублин.
В 1934-35 году к роте были приписаны два шведских лёгких танка Landsverk L-60. Они по большинству параметров превзошли медлительный и громоздкий Medium D, который к этому времени уже морально устарел.
Танк был официально снят с вооружения в 1937 году, но в 1940 году в ходе учебной операции при попытке преодолеть препятствия Medium D был повреждён и не подлежал ремонту. Таким образом, танк был окончательно списан. Однако орудийная башня была сохранена и была установлена в качестве стационарной башни для оборонительных сооружений за пределами лагеря Курра. До сегодняшних дней сохранилось только орудие, которое выставлено в музее лагеря Курра в Килдэре.